# 이니시에이션 러브
《이니시에이션 러브》(일본어: イニシエーション・ラブ)는 2015년 공개된 멜로 로맨스 영화이다. 츠츠미 유키히코가 감독을 맡았으며, 이오누에 테테가 각본을 맡았다. 이누이 구루미의 동명 소설을 원작으로 한다. 마츠다 쇼타, 마에다 아츠코, 키무라 후미노, 미우라 타카히로 등이 출연하며, 2015년 5월 23일 극장 공개되었다.

## 줄거리
side A
배경은 1987년 시즈오카. 뚱뚱하고 매력 없는 남자 스즈키는 친구의 부탁으로 머릿수 채우기 역할로 미팅에 참석하게 되었다가, 미팅에 나온 마유에게 첫눈에 반해버린다. 약간의 해프닝을 계기로 친해지게 된 스즈키와 마유는 서로 전화번호를 교환하고 주기적으로 만나는 사이로 발전한다. 미팅 멤버들과의 테니스 시합을 계기로 둘은 정식으로 사귀게 된다. 스즈키는 마유의 마음에 들기 위해 몸단장도 하고 운전면허도 따며 발전하며 자신감 있는 남자가 된다. 크리스마스 이브 날 호텔에 방을 잡고 데이트 중에 지나가던 커플이 둘을 보고 참 안 어울리는 커플이라고 흉을 보자 스즈키는 살을 빼기로 결심한다.
side B
마유코와 사귄 지 1년 후, 샐러리맨이 된 스즈키는 회사로부터 도쿄로 파견근무를 명령받는다. 마유와 떨어지는 것을 아쉬웠던 스즈키는 매주 주말마다 마유코를 만나러 도쿄에서 시즈오카를 오가기로 한다. 처음에는 잘 이루어지는 것 같았으나 어쩔 수 없이 마유와의 만남은 만족스럽지 않고, 그 와중에 스즈키는 도쿄 지사에서 만난 새로운 여성 이시마루와의 호감이 싹튼다. 이시마루 쪽에서 먼저 고백을 했으나 마유가 마음에 걸린 스즈키는 거절한다. 그 무렵 마유가 임신을 한 것 같다며 스즈키에게 통보하고 스즈키는 갈등에 빠졌다가 아이를 지우기로 결정한다. 매주 주말 오가는 것이 힘에 겨웠던 스즈키는 마유에게 폭력을 휘두르고, 이윽고 이시마루의 이름을 잘못 말한 것을 계기로 마유와 결별한다. 결국 이시마루와 사귀게 되었으나, 우연한 실수로 마유에게 전화를 걸었다가 여전히 천연덕스럽게 애칭으로 부르는 마유의 대답을 듣고 마유를 다시 걱정하게 되고, 다시 크리스마스 이브 날 이시마루를 뿌리치고 시즈오카로 달려간다.

## 출연
- 마츠다 쇼타 - 스즈키 역
- 마에다 아츠코 - 마유 역
- 키무라 후미노 - 이시마루 미야코 역
- 미우라 타카히로 - 카이도 역
- 마에노 토모야 - 본 역
- 테즈카 사토미 - 이시마루 시호 역
- 카타오카 츠루타로 - 이시마루 테루히로 역

## 수상 및 후보

### 2015년
- 제19회 부천국제판타스틱영화제 (후보) 비전 익스프레스 - 츠츠미 유키히코

### 2016년
- 제36회 하와이국제영화제 (후보) 내러티브 부문 - 츠츠미 유키히코
- 제6회 북경국제영화제 (후보) 아시안 뷰 - 츠츠미 유키히코